# Timidesa amorosa
El terme timidesa amorosa (love-shyness) va ser utilitzat pel psicòleg Brian G. Gilmartin per descriure un tipus específic de timidesa crònica severa. En 1979, va rebre una beca de la Universitat d'Auburn per estudiar el problema. Segons la seva definició, publicada en Timidesa i Amor: Causes, Conseqüències i Tractaments (Shyness & Love: Causes, Consequences and Treatments), la gent amb timidesa amorosa troben difícil mostrar-se assertius en situacions informals que involucren companys potencials romàntics o sexuals. Per exemple, un home heterosexual amb timidesa amoroexuals.
El llibre de Gilmartin va ser publicat el 1987 per University Books, i el 1989 Madison Books va publicar una versió abreujada amb un nou prefaci per I. Michael Gutman, llavors president de la Societat Psicològica de Florida, i Psiquiatra Cap per als Serveis de Salut Mental en Orange County, Florida. Després de deixar d'imprimir-se, el llibre de Gilmartin no va atreure una gran atenció, a pesar de que posts d'usenet de mitjans de 1990 d'ara endavant, indiquen que encara es llegia. Gilmartin apunta que a través dels anys ha rebut cartes i correus electrònics de tot el món. El seu treball va ser traduït al japonès, i al 1995 Gilmartin va visitar Japó per promocionar-ho.
Va començar a trobar molts lectors en llengua anglesa com a resultat de publicar extractes al grup de notícies alt.support.shyness al 2001 i a la pàgina web Angelfire, així com en la posterior creació d'un Yahoo! Grup per a la discussió sobre el llibre. Encara més lectors són atribuïts a la recomanació del llibre per l'especialista en sexe Sue Johanson al seu llibre Sexe, Sexe, i més Sexe.

## Definició de Gilmartin
Gilmartin tenia set criteris per a cada home amb timidesa amorosa que va incloure en el seu estudi:
- És home.
- És verge.
- És una persona que rares vegades surt socialment amb dones.
- És una persona sense relacions anteriors emocionalment íntimes de naturalesa romàntica o sexual amb cap membre del sexe oposat.
- És una persona que ha sofert o segueix sofrint emocionalment per la falta de companyia femenina significativa. Resumint, és una persona que desitja desesperadament tenir una relació amb una dona, però que no la té a causa de la timidesa.
- És un home que se sent extremadament portat per l'ansietat amb el simple pensament de ser assertiu cara a cara amb una dona de manera amistosa. Aquesta és l'essència de la timidesa amorosa.
- És un home que és estrictament heterosexual en les seves relacions romàntiques i eròtiques. En altres paraules, és una persona que de cap manera és homosexual.

Gilmartin no va descartar l'existència de dones o d'homosexuals amb timidesa amorosa, però dubtava que sofrissin els mateixos efectes negatius que els homes heterosexuals, i sospitava que la condició es reflectiria de manera molt diferent en ells.

## Resultats de la recerca de Gilmartin
Segons Gilmartin, gent de totes les edats, de totes les orientacions sexuals, tant homes com dones, poden tenir timidesa amorosa. No obstant això, en opinió de Gilmartin, els efectes negatius de la timidesa amorosa es manifesten gairebé exclusivament en homes heterosexuals. L'estudi de Gilmartin incloïa solament homes heterosexuals. Va estudiar 200 estudiants universitaris amb timidesa amorosa amb edats entre 19 i 24 anys, 100 homes de major edat amb timidesa amorosa amb edats entre 35 i 50 anys, i un grup de comparació de 200 estudiants universitaris entre 19 i 24 anys sense timidesa amorosa. El grup d'homes sense timidesa amorosa escollit per Gilmartin no tenia com a intenció que representés a l'home mitjà, i només eren escollits si eren molt socials.

### Temperament i personalitat
Els homes amb timidesa amorosa en l'exemple de Gilmartin tenien diferències significatives en el temperament respecte als homes no tímids. Van puntuar significativament per sota en extroversió, i més alt en neuroticisme que els homes no tímids al qüestionari de personalitat d'Eysenck. Segons Eysenck, tenien un temperament malenconiós. La majoria dels homes amb timidesa amorosa (i només uns pocs dels no tímids) van reconèixer que les seves mares sovint deien que havien estat bebès tranquils, per la qual cosa Gilmartin suggereix que és més probable que els tímids amorosos encaixin en la descripció de Jerome Kagan d'inhibició del comportament.
La majoria dels homes amb timidesa amorosa, i cap dels no tímids, van reconèixer no tenir mai amics. La majoria dels homes amb timidesa amorosa van reconèixer haver sofert bullying per nens de la seva mateixa edat, mentre que aquest cas no es va donar en cap dels no tímids. A més els homes amb timidesa amorosa eren menys propers a lluitar contra els seus acosadors. Al voltant de la meitat dels homes amb timidesa amorosa van reconèixer haver estat assetjats o assetjats fins i tot a l'institut, mentre que això no es donava en cap dels casos dels no tímids.

### Adaptació i psicopatología
Els homes amb timidesa amorosa de Gilmartin estaven pobrament adaptats i amb nivells alts en psicopatología. Va trobar que els homes amb timidesa amorosa tenien un nombre considerablement major de fantasies violentes, eren molt més donats a pensar que ningú es preocupava per ells, i era més probable que tinguessin dificultats concentrant-se. També va trobar una tendència en alguns homes amb timidesa amorosa a mirar fixament a les dones amb les quals s'encapritxava o fins i tot assetjar-les, però sense ser capaces de parlar-los, la qual cosa de vegades els generava problemes amb les autoritats del col·legi. La major part dels homes amb timidesa amorosa van reportar sentiments freqüents de depressió. A més, molts homes amb timidesa amorosa tenien pares que no els autoritzaven a sortir en cites i tenien problemes evitant-ho. També, molts homes amb timidesa amorosa han tingut envaïda la seva intimitat.

### Carrera, diners i educació
Gilmartin va apreciar que els 100 homes majors amb timidesa amorosa estaven experimentant una inestabilitat en les seves carreres bé per sobre de la mitjana. A pesar que gairebé tots aquests homes majors amb timidesa amorosa havien completat l'educació superior, els seus salaris estaven ben per sota de la mitjana americana. Estaven típicament, infraempleats, i estaven en treballs com a conductor de taxi, o en el nivell baix d'oficinista o telemarketing. En l'època de l'estudi de Gilmartin (1979-1982), el 3.6 % dels graduats universitaris als Estats Units estava en atur. La taxa de desocupació per als homes majors amb timidesa amorosa estava al 16 %.
En ser solters, els homes majors amb timidesa amorosa vivien tots en apartaments. A conseqüència de les seves inhibicions socials i sexuals, i en conseqüència una xarxa social limitada, la seva situació financera era habitualment menys afortunada, i molts d'ells estaven forçats a viure en els veïnats menys atractius. És notable ressenyar que cap dels homes majors amb timidesa amorosa tenia una casa en propietat. Mentre molts d'ells havien estat estudiants excel·lents, els efectes de la seva timidesa havien tingut un efecte negatiu en les seves vides socials i van minvar moltes oportunitats en les seves carreres, de la mateixa manera que havien impedit les seves vides amoroses.

### Altres atributs notables
D'acord amb Gilmartin, molts homes amb timidesa amorosa segueixen els següents patrons:
- Sovint pensen que les dones són més privilegiades que els homes.
- Estan amb una forma física per sota de la mitjana.
- Tendeixen a interessar-se menys pels esports.
- Tendeixen a estar més interessats en pel·lícules i música, i prefereixen veure diferents tipus de pel·lícules que els no tímids. En alguns casos prefereixen simplement escoltar música o altres activitats en lloc de veure pel·lícules.
- Donen una gran importància, sovint desproporcionada, a la bellesa física (especialment bellesa facial).
- No estan tan interessats en amistats masculines.
- El 16 % de la seva mostra estaven aturats.
- Han experimentat pobresa durant una part important de les seves vides.
- Desenvolupen un interès en les noies a una edat més primerenca de l'habitual.
- Sovint només volen tenir filles.
- Sovint tenen problemes a expressar les seves emocions.
- Són de vegades passius agressius.
- Són malenconiosos.
- Sovint han tingut un part difícil.
- Tenen baixa energia; mostren poc interès en activitats físiques i esportives, així com a aixecar-se del llit al matí (asténics)
- Van ser habitualment callats com a nens, mentre que això rares vegades es compleix amb els no tímids.
- Sovint van tenir mares nervioses que no li permetien cites amb noies.
- Sovint no tenen germanes, i rares vegades tenen més d'una. O simplement són fills únics.
- Habitualment són molt seriosos.
- Sovint no van tenir adults als quals acudir per a suport emocional de menuts, i continua sent així d'adults.
- Sovint pensen que van tenir poca influència en les decisions familiars de menuts.
- Es molesta amb facilitat
- Tenen pares exigents que envaeixen la seva privadesa.
- Sovint sofreixen una quantitat excessiva de trauma psicològic, del que la timidesa amorosa pot ser la conseqüència.
- Els pares van ser sobreprotectors.

S'ha de tenir especial precaució de no confondre una simple timidesa amorosa amb alguna condició més seriosa com els trastorns de l'espectre autista. Les característiques d'aquells són molt similars a les aquí descrites.

## Teoria de Gilmartin

### Causes de la timidesa amorosa
Gilmartin estima que la timidesa amorosa afecta a aproximadament el 1,5 % dels homes nord-americans. Segons Gilmartin, la timidesa amorosa és, com la majoria de les característiques psicològiques humanes, el resultat de la combinació de factors biològics i de l'entorn. Gilmartin opina que la timidesa és un estat que necessita ser guarit. Sosté que la timidesa mai és sana.
Esmenta diverses causes biològiques possibles de la timidesa amorosa, especialment sota nivell matern de testosterona durant el desenvolupament del fetus, pòlips nasals i hipoglucèmia.
Factors crucials que agreugen el desenvolupament negatiu durant la infància de la persona amb timidesa amorosa són:
- Assetjament escolar, bullying. Els nois amb timidesa amorosa són vulnerables a l'assetjament per part dels seus companys, a causa de la seva timidesa i inhibició.
- Educació per part dels pares. Si el nen rep sobretot estímuls negatius dels seus pares (per exemple, càstig corporal, abús verbal, crítiques, menyspreus, comparacions negatives, indiferència, disciplina autoritària), això farà que probablement porti al nen a retreure's més i més en si mateix.

Amb tants estímuls negatius en relacions crucials en la seva infància, el nen amb timidesa amorosa es converteix en un aïllat social. Aprèn a associar aquestes interaccions crucials (per ex. amb els pares i companys) amb sentiments de dolor i és probable que eviti la interacció social. L'aïllament social es converteix en un cercle viciós per a l'individu amb timidesa amorosa a mesura que passen els anys, i inhibeix les seves possibilitats d'interacció amb el sexe contrari, així com en altres àrees crucials de la vida com la seva carrera.

### Timidesa amorosa, orientació sexual i gènere
Gilmartin creu que la timidesa amorosa hauria de tenir els seus efectes més severs en homes heterosexuals, a causa dels rols de gènere. Sosté que és possible per a les dones i homes homosexuals tímids, implicar-se en relacions íntimes sense necessitat de prendre la iniciativa, simplement esperant a un home més assertiu per iniciar la relació. Tanmateix, això es basa més en especulació que en fets, ja que hi ha molts homes homosexuals que tenen dificultats a trobar un company a causa de la seva timidesa. Segons Gilmartin, les dones tímides poden tenir cites amb tanta o més facilitat que les dones no tímides, a casar-se i a tenir fills, mentre que aquest no és el cas dels homes heterosexuals. Els homes heterosexuals amb timidesa amorosa normalment no tenen contacte social informal amb dones (pràcticament per definició). Els costa tenir cites, casar-se, o tenir fills, i molts d'ells no poden experimentar cap tipus de contacte sexual íntim. Gilmartin va comprovar que terceres parts, com a pares i amics, són normalment desconsiderats amb les dificultats dels homes amb timidesa amorosa, i es mostren poc inclinats a ajudar-los a trobar núvies.
Gilmartin aprecia que sovint als homes amb timidesa amorosa se'ls pren per homosexuals reprimits, per la seva aparent falta d'interès en dones. A més, apunta que molts homes heterosexuals amb timidesa amorosa no estan interessats en amistats amb altres homes. Tot això, unit a la seva falta d'èxit a iniciar contacte amb dones, els causa sentiments de solitud, alienació, i de vegades depressió. I això moltes vegades fomenta el bullying homofòbic.

## Timidesa amorosa en la psicologia actual
La timidesa amorosa no està reconeguda com a desordre mental per l'Organització Mundial de la Salut o l'Associació Nord-americana de Psiquiatria. No obstant això, comparteix algunes característiques amb desordres mentals sovint reconeguts.
De la mateixa forma que la gent que té una ansietat social específica, la gent amb timidesa amorosa pot mostrar gran ansietat en situacions socials informals.
De la mateixa forma que la gent amb trastorn de la personalitat d'evitació, la gent amb timidesa amorosa se sent incòmoda en moltes situacions socials informals, i normalment eviten les oportunitats per al contacte social.
L'impediment de funcionament en les interaccions socials té certa similitud amb els símptomes delsíndrome d'Asperger o del desordre pragmàtic semàntic. Per exemple, de la mateixa manera que la gent amb síndrome d'Asperger, els homes amb timidesa amorosa sovint tenen dificultats desenvolupant relacions amb companys. En una carta del Dr. Gilmartin el 6 de març de 2004, exposava que "punts com el 40 per cent dels casos d'homes amb timidesa amorosa severa podrien diagnosticar-se amb síndrome de Asperger".
En molts casos la timidesa amorosa pot portar a l'individu a patir d'anuptofobia.